# Mojón de Tres Provincias

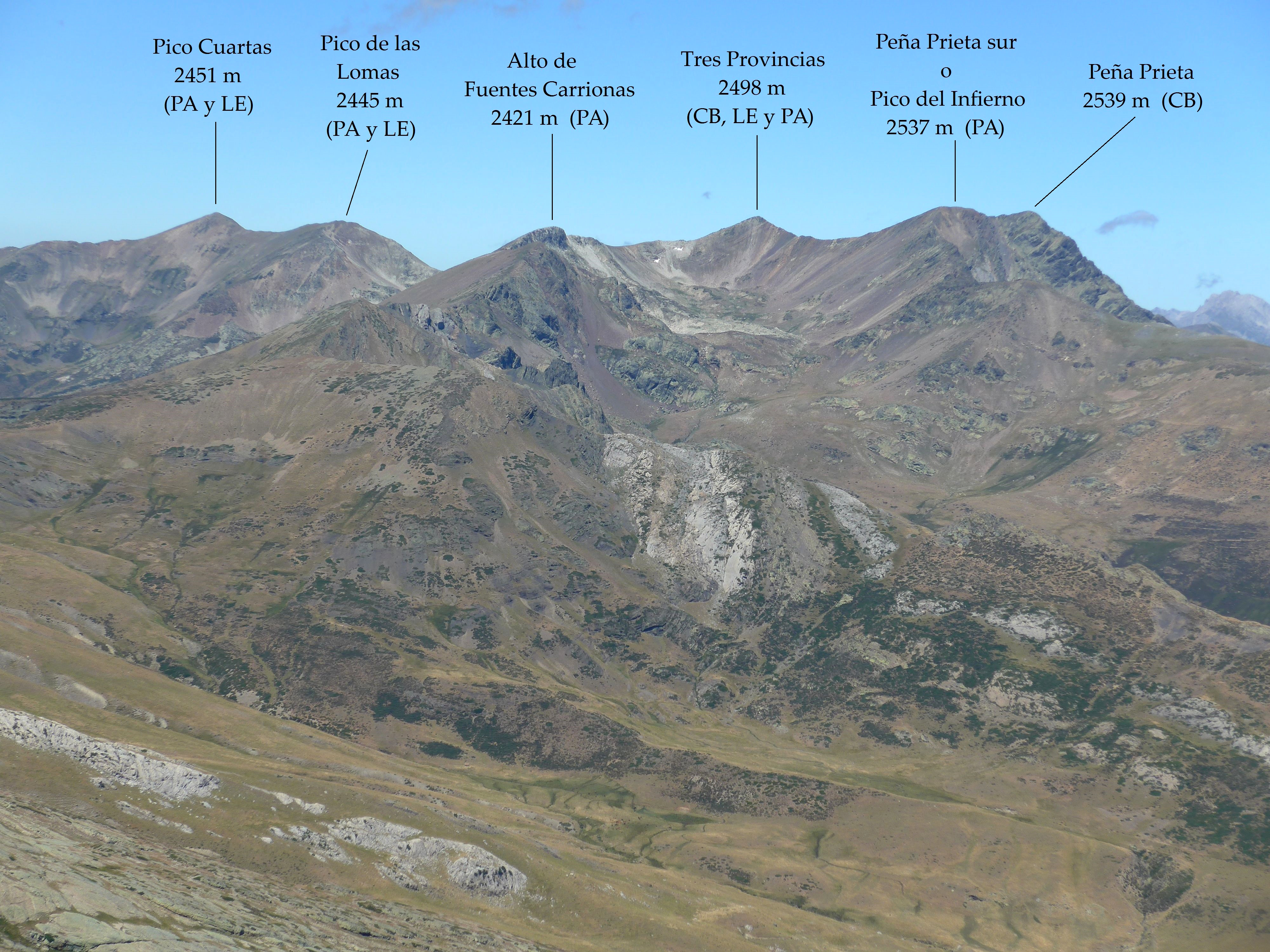
El pico Tres Provincias y otras cumbres de la Montaña Palentina vistos desde el Curavacas

El Mojón de Tres Provincias o pico Tres Provincias es la segunda cumbre más elevada del cordal de montañas que limitan las provincias de Cantabria, León y Palencia, en la cordillera Cantábrica (España) después de Peña Prieta. Se encuentra muy próxima a los Picos de Europa. Su cima se encuentra a (2495,9 m s. n. m.) y en ella hay un buzón.
Son de reseñar las vistas panorámicas sobre los Picos de Europa y gran parte de la cordillera Cantábrica. Hacia el este se encuentra, en tierras palentinas, la hermosa laguna de Fuentes Carrionas y el imponente Curavacas, y los valles del río Cardaño y del río Carrión. Hacia el oeste, ya en tierras leonesas, una enorme y variada extensión de montañas muestra los más altos montes de los valles de los ríos Cares, Esla, Porma, Curueño, Torío, Bernesga y Luna. Se observan los cercanos Picos de Europa, el pico Yordas, Peñas Pintas y el macizo del Mampodre. En días de buena visibilidad se llega a observar Peña Ubiña ubicada más allá del puerto de Pajares a unos 80 km, sobre la línea del horizonte. 

## Ascensión
La más corta y habitual ruta de ascensión al Tres Provincias, comienza en el pueblo de Cardaño de Arriba (Palencia) atravesando el lago de las Lomas y las Agujas de Cardaño.